# Michele Morrone
Pour les articles homonymes, voir Morrone.
Michele Morrone, né le 3 octobre 1990 à Bitonto, est un acteur et chanteur italien.

## Biographie
Michele Morrone est né dans la localité italienne de Vizzolo Predabissi. Son père travaillait comme ouvrier du bâtiment et est décédé lorsque Michele avait 12 ans. Il a trois sœurs aînées.
Il a commencé sa carrière en jouant de petits rôles dans des pièces de théâtre, puis en 2013, il débute au cinéma dans le film italien 2 + 2 = 5. Son rôle le plus important est celui de Massimo Torricelli dans le film érotique polonais 365 jours, adaptation du roman de Blanka Lipińska, film diffusé sur Netflix en juin 2020.
En 2016, il participe à la version italienne de Danse avec les stars, Ballando con le stelle.
Michele Morrone est également guitariste et chanteur. L'une de ses chansons, Feel It, fait partie de la bande originale de 365 jours.

### Vie privée
Michele Morrone épouse en 2014 la créatrice de mode libanaise Rouba Saadeh, qui travaille pour la marque Elie Saab. 
Ils deviennent parents de deux petits garçons.
Le couple divorce en 2018 à la suite de quatre ans de vie commune,.

## Filmographie

### Cinéma
- 2013 : 2 + 2 = 5[7].
- 2017 : Who's the Beast (court métrage) : Peter
- 2018 : Renata Fonte : Marcello My
- 2018 : L'ultimo giorno del toro
- 2019 : Bar Joseph : Luigi
- 2020 : 365 jours (365 dni) : Massimo Torricelli[8]
- 2020 : Duetto : Marcello Bianchini
- 2020 : Bar Giuseppe'
- 2022 : 365 Jours : au lendemain (365 Dni: Ten Dzień) : Massimo Torricelli et Adriano Torricelli
- 2022 : 365 Jours : l'année d'après (Kolejne 365 dni) : Massimo Torricelli
- 2024 : Subservience : Nick
- 2025 : L'Ombre d'Emily 2 (Another Simple Favor) de Paul Feig : Dante Versano
- 2025 : La Femme de ménage (The Housemaid) de Paul Feig : Enzo
- 2025 : Maserati: The Brothers de Robert Moresco : Alfieri Maserati

### Télévision
- 2005 - 2017 : Provaci ancora prof! (it)[9]
- 2011 : Come un delfino (it) : Raoul Bova
- 2014 : Squadra antimafia - Palermo oggi (it)
- 2014 : Che Dio ci aiuti (it), épisode 3X06
- 2015 : Provaci ancora prof! (it), épisode 6X04 : Bruno Sacchi
- 2017 : Sirene (it) : Ares alias Gegè
- 2019 : Les Médicis : Maîtres de Florence (I Medici) : Capitaine Lodz
- 2019 : Il processo (it) : Claudio Cavalleri

## Discographie

### Albums studio
- 2020 : Dark room

### Bandes originales
- 2020 : 365 dni[10].